# Retama sphaerocarpa
Espèce
Classification phylogénétique
Synonymes
- Boelia sphaerocarpa (L.) Webb[1]
- Genista sphaerocarpa (L.) Lam.[1]
- Lygos sphaerocarpa (L.) Heywood[1]
- Spartium sphaerocarpum L.[1]

Retama sphaerocarpa est une espèce de plantes à fleurs de la famille des Fabaceae et du genre Retama. C'est un arbuste trouvé dans le sud de l'Europe (Espagne, Portugal) et en Afrique du Nord.

## Description
Retama sphaerocarpa est un arbuste qui peut atteindre 3 m de hauteur. Généralement dépourvu de feuilles, il est grisâtre et très ramifié. Il a (ou non) des feuilles alternes, linéaires lancéolées, précocement caduques. Les fleurs sont papilionacées, très petites, de 5 à 8 mm de long, regroupées en grappes. Le calice est de 2 à 3,5 mm, bilabié ; le sépale supérieur est profondément bifide, et le sépale inférieur divisé en 3 petites dents acérées. Le fruit plus ou moins ovoïde a un mucron très peu marqué, de couleur paille. Cette plante se distingue facilement par ses feuilles linéaires et surtout par le nombre de fleurs jaunes qu'elle produit. Sa production est si grande qu'elle peut donner l'impression que c'est une plante qui n'a qu'un tronc et beaucoup de pétales.

## Répartition
Retama sphaerocarpa est originaire du nord-ouest de l'Afrique et de la péninsule Ibérique. C'est une espèce commune dans presque toute la péninsule, à l'exception du nord et d'une bonne partie du Portugal.
Il est xérophile, tolérant au froid hivernal et à la chaleur estivale ; il peut s'établir aussi bien dans les sols calcaires que siliceux jusqu'à 400 m d'altitude. Il peut former des fourrés très étendus, notamment en Aragon, dans La Manche, dans le sud de l'Estrémadure et en Andalousie, où les moutons paissent, généralement dans des forêts de chênes dégradées et des pinèdes.

## Chimie
Dans l'écorce et les branches, on trouve un alcaloïde appelé retamina et un autre appelé d-spartéine, structurellement lié à l'alcaloïde précédent. L'action supposée de la spartéine sur le cœur est très discutée. Le pouvoir diurétique des fleurs présente un intérêt. Il contient beaucoup d'azote.

## Médecine
En médecine, il est utilisé dans les affections aiguës du système respiratoire et dans le cas de fièvres éruptives comme le faisaient les pèlerins de Saint-Jacques-de-Compostelle d'origine française, belge et allemande. Il est diurétique et peut soigner la gastro-entérite et les vers intestinaux.

## Utilisation
En Galice, il sert traditionnellement à la fabrication de balais. Il peut servir de combustible.

## Parasites
La fleur a pour parasites Phaiogramma etruscaria et Aphis cytisorum (sv). La feuille a pour parasites Dictyonota michaili, Chilotomina oberthuri (es), Uresiphita gilvata, Ascotis fortunata (sv), Pseudoterpna coronillaria (en), Lasiocampa trifolii, Gonioctena aegrota (es), Gonioctena variabilis (de), Livilla retamae (sv), Aphis fabae. La racine a pour parasites Julodis onopordi (de). La tige a pour parasite Agrilus moriscus, Liparthrum genistae, Anthaxia funerula (es), Anthaxia spinolae (es), Phloeotribus rhododactylus (pt), Saissetia oleae, Diaspidiotus cecconii (sv), Mercetaspis sphaerocarpae (sv), Pseudomonas savastanoi, Aphis craccivora.